# Pentäsrivier
De Pentäsrivier (Zweeds: Pentäsjoki) is een afwateringsrivier binnen de Zweedse gemeenten Pajala  en Övertorneå. De rivier ontstaat bij het Pentäsjärvi en stroomt zuidoostwaarts naar de Torne. De rivier is 62,5 kilometer lang, ontvangt nog water van de Aapuarivier en stroomt bij Neistenkangas in de Torne.